# プールサイド小景
『プールサイド小景』（プールサイドしょうけい）は庄野潤三による短編小説。『群像』1954年12月号に掲載された。第32回下半期芥川賞受賞作。
日常生活のスケッチを通し、小市民のささやかな幸福がいかに脆く崩れやすいものかを描いている。

## 内容
四日前に会社をクビになった青木弘男が、プールで水泳の練習をしている小学5年生・4年生の二人の息子をプールサイドで眺めるところからこの物語は始まる。
青木は会社の金を無断で密かに使い込んだ（青木が会社で貰う俸給の6カ月分）為に、本来ならば家を売却してでも弁償しなければならないところを特別に許されて、その代わり18年勤めてきた会社を即日クビになった。
それからは三日前の夕方から、子供達が仕事の無くなった父を引っ張り出して、学校に新しく出来たプールへ泳ぎに行くことにした。
青木は夫人に問いただされて、美人で素っ気ない姉と不美人でスローモーションな妹が切り盛りするOというバアに、その姉と会うことを目当てに通っていたことを告白する。
更に訊いて行くと、青木が実は、ビクビクしながら会社の椅子に永い間座って来たことを話し、夫人は夫が勤め先に始終苦痛を感じていた為にまっすぐ帰宅しなかったことが分かる。
10日の休暇の後、青木は近所の目を気にして、出勤するかのように毎日出かけることとしたが、夫人は夫がどこか見知らぬアパートの階段をそっと上がる後姿を想像してぞっとする。夕方、夫人は台所に立って働きながら、夫がたとえ失業者になっても無事に帰って来てくれることを何度も心の中で祈り続ける。
プールはひっそり静まり返り、夕風が吹いて、水面に時々細かい小波を走らせている。

## 登場人物
青木弘男織物会社の課長代理として働いていたが、バアの女の為に会社の金を横領して即日クビになる。兄弟は3人いて、皆似たり寄ったりのか細い役所や会社勤めの身。学生の頃はバレーボールの選手をしていたことがあり、元々運動好きの性質。
夫人青木弘男と結婚してから15年間付き添ってきた女性。実家は戦争前には貿易商をして比較的ゆったりした生活をした暮らしをしていたが、戦後はすっかり逼塞してしまっている。
Oというバアを切り盛りする姉妹の姉青木弘男が密かに心を寄せているバアの女性。顔はフランス映画の女優Mに似ており、現世的な容貌に彼岸的な空気を漂わせている。青木弘男とは一度、有名なアメリカの選手の出る国際水上競技試合を観に行ったことがある。幼年時代は父親と共にハルビンで過ごした経験がある。バアに来る客の殆どは彼女の美貌に惹かれて慕い寄って来ている。